# IC 1389
IC 1389 је спирална галаксија у сазвјежђу Јарац која се налази на листи објеката дубоког неба у Индекс каталогу.
Деклинација објекта је - 18° 1' 9" а ректасцензија 21h 32m 8,0s. Привидна величина (магнитуда) објекта IC 1389 износи 14,6 а фотографска магнитуда 15,5. IC 1389 је још познат и под ознакама ESO 599-18, MCG -3-55-1, PGC 66916.